# ناصر الشامی
ناصر الشامی (انگلیسی: Nasser al-Shami؛ زادهٔ ۲۷ ژوئن ۱۹۸۲) بوکسور اهل سوریه است.
وی در مسابقات کشوری و بین‌المللی در مجموع برندهٔ ۱ مدال طلا، ۳ مدال برنز شده‌است.